# 萬壽臺公寓
萬壽臺公寓，是朝鮮平壤市中區域倉田街的住宅大樓群，由7棟大樓組成，最高的建築地上45層，高155公尺，於2012年4月15日，金日成誕辰100週年之際完工。

## 圖庫

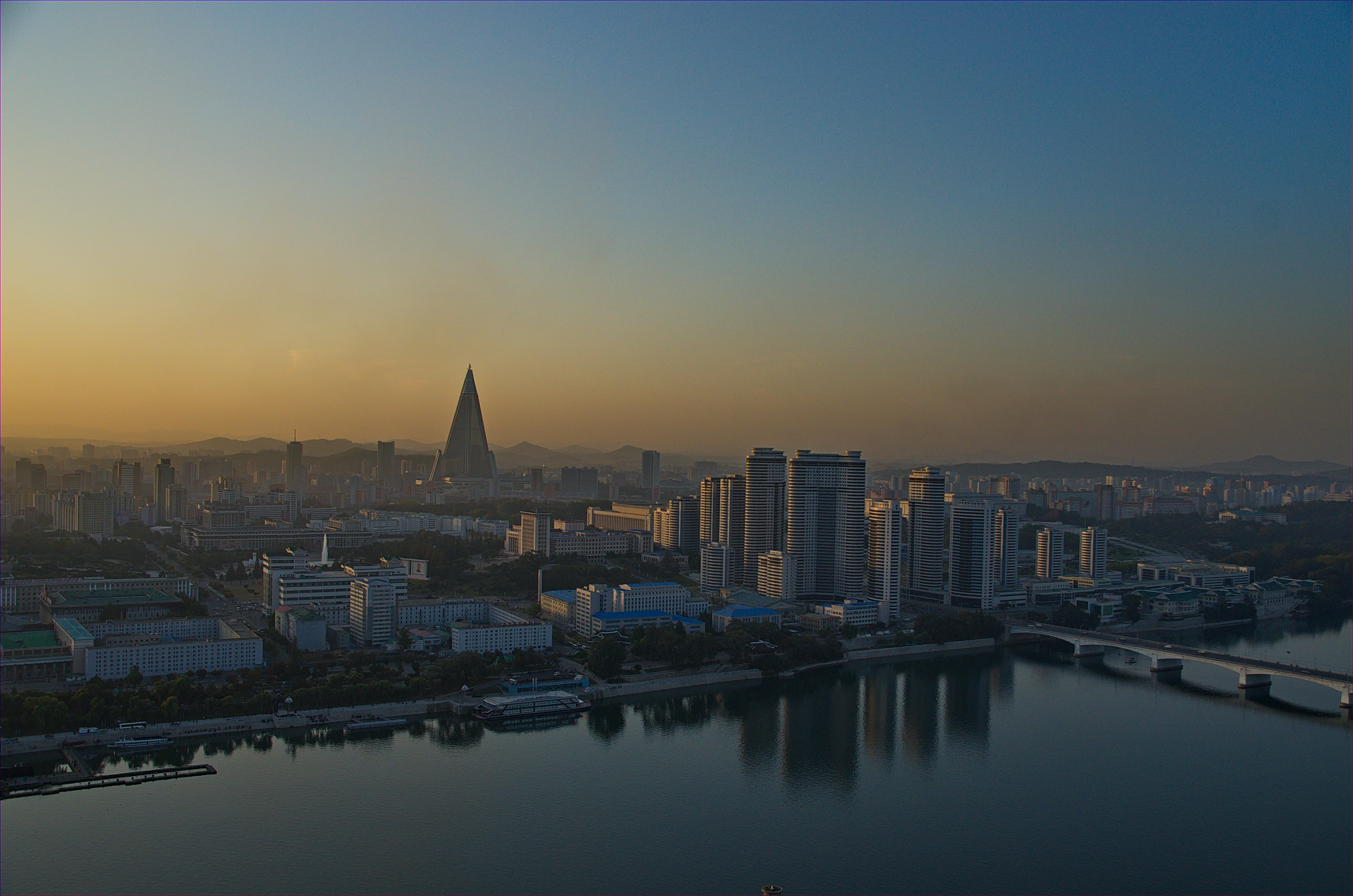
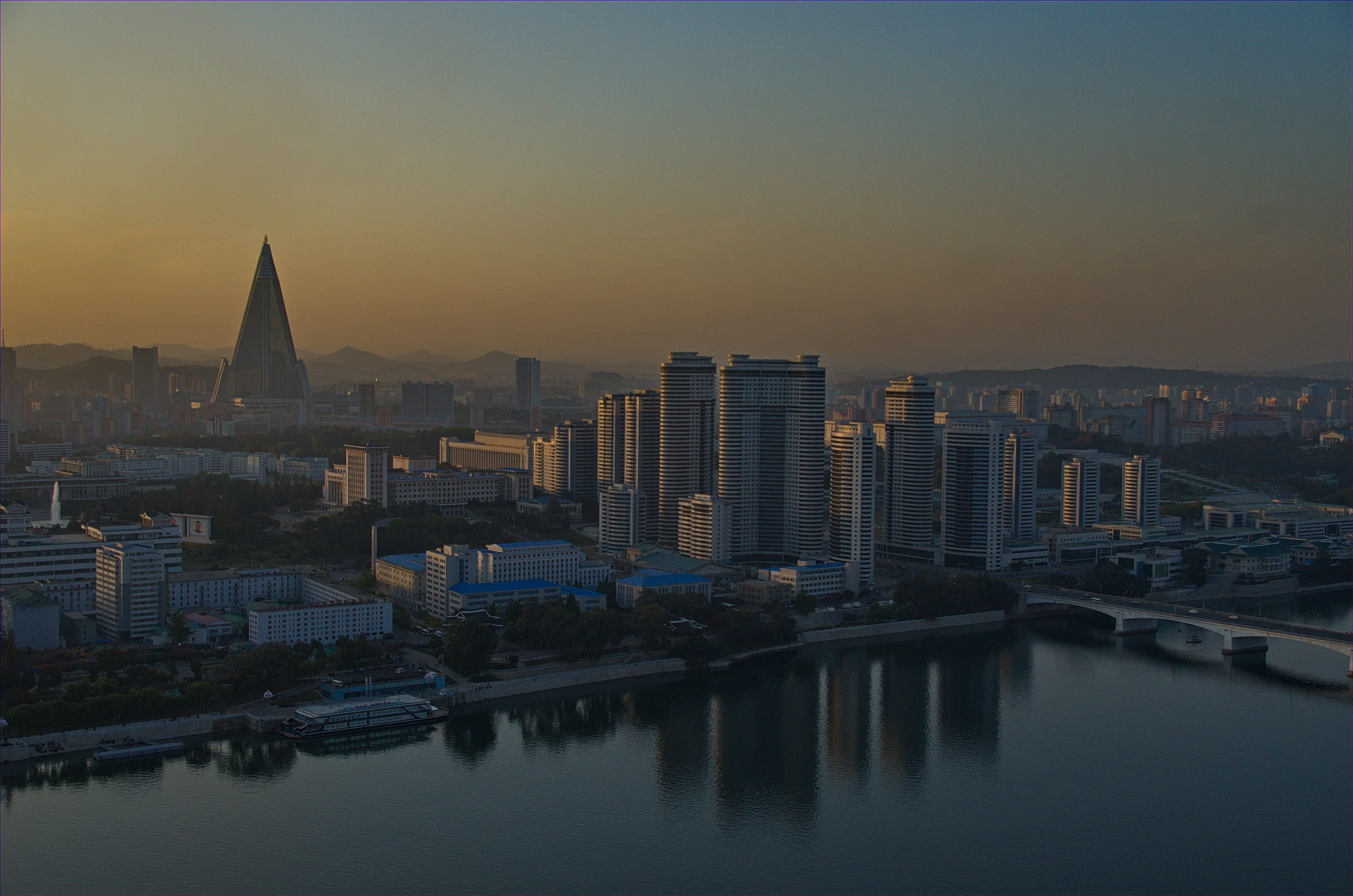
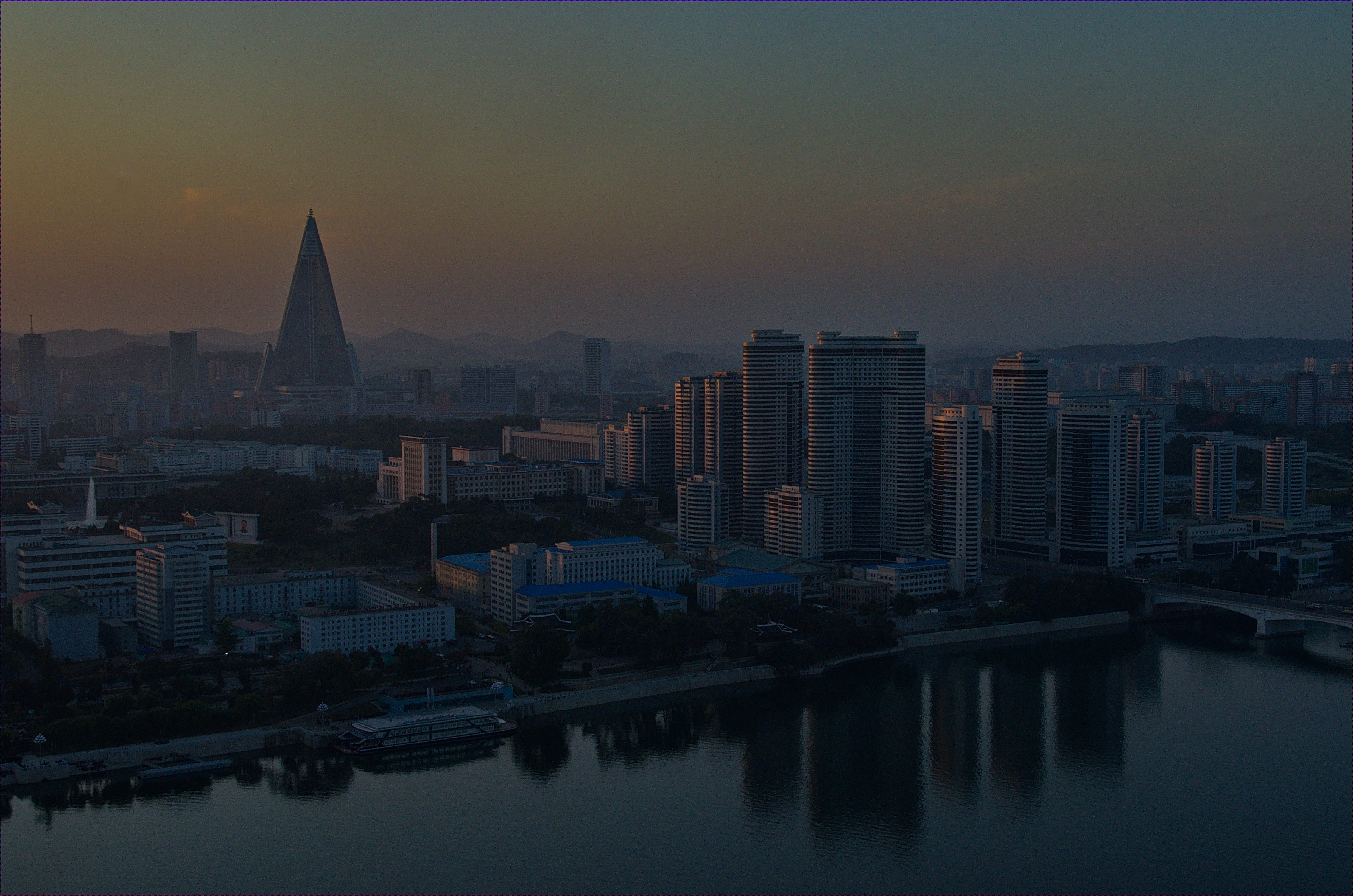
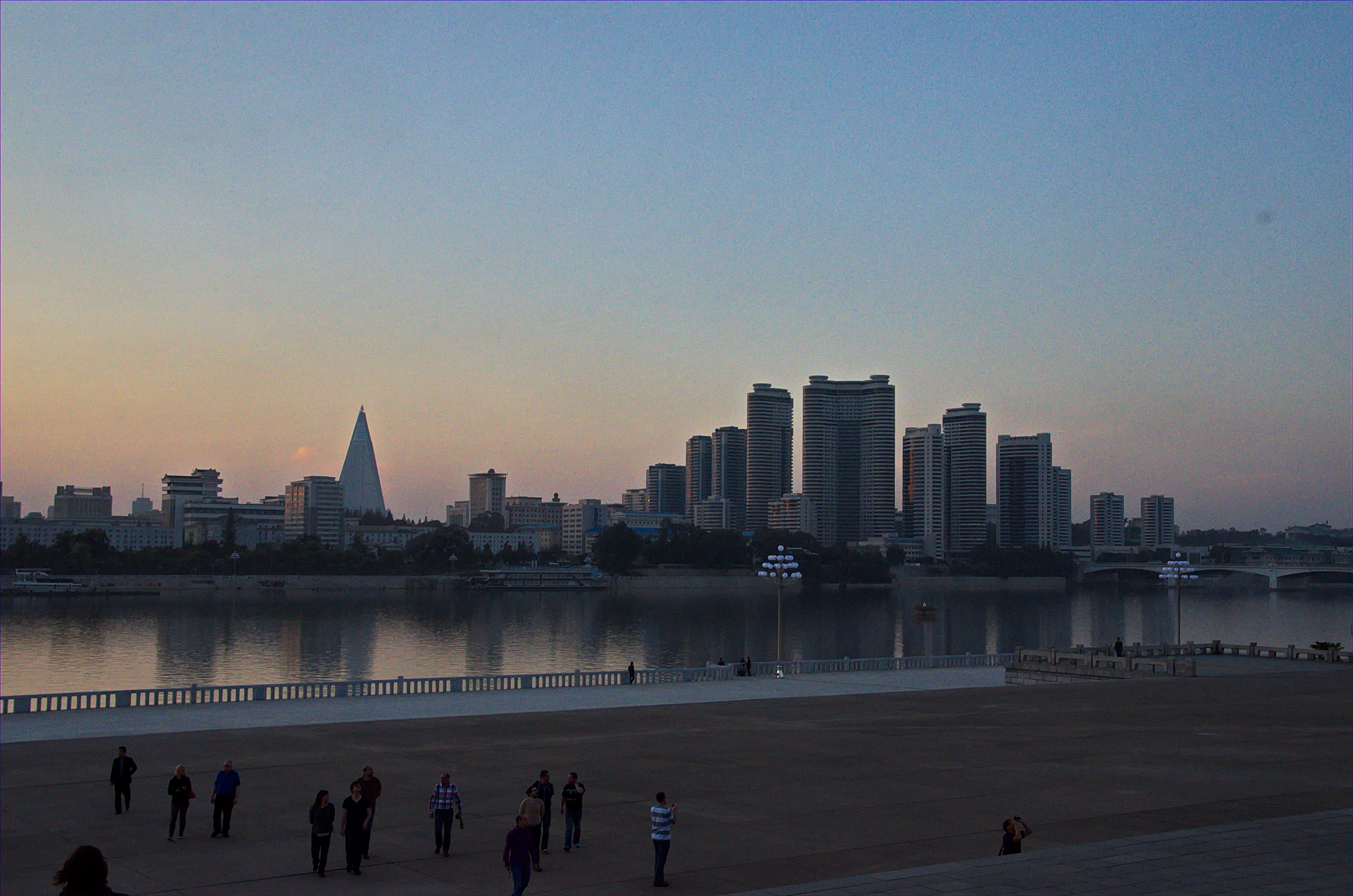
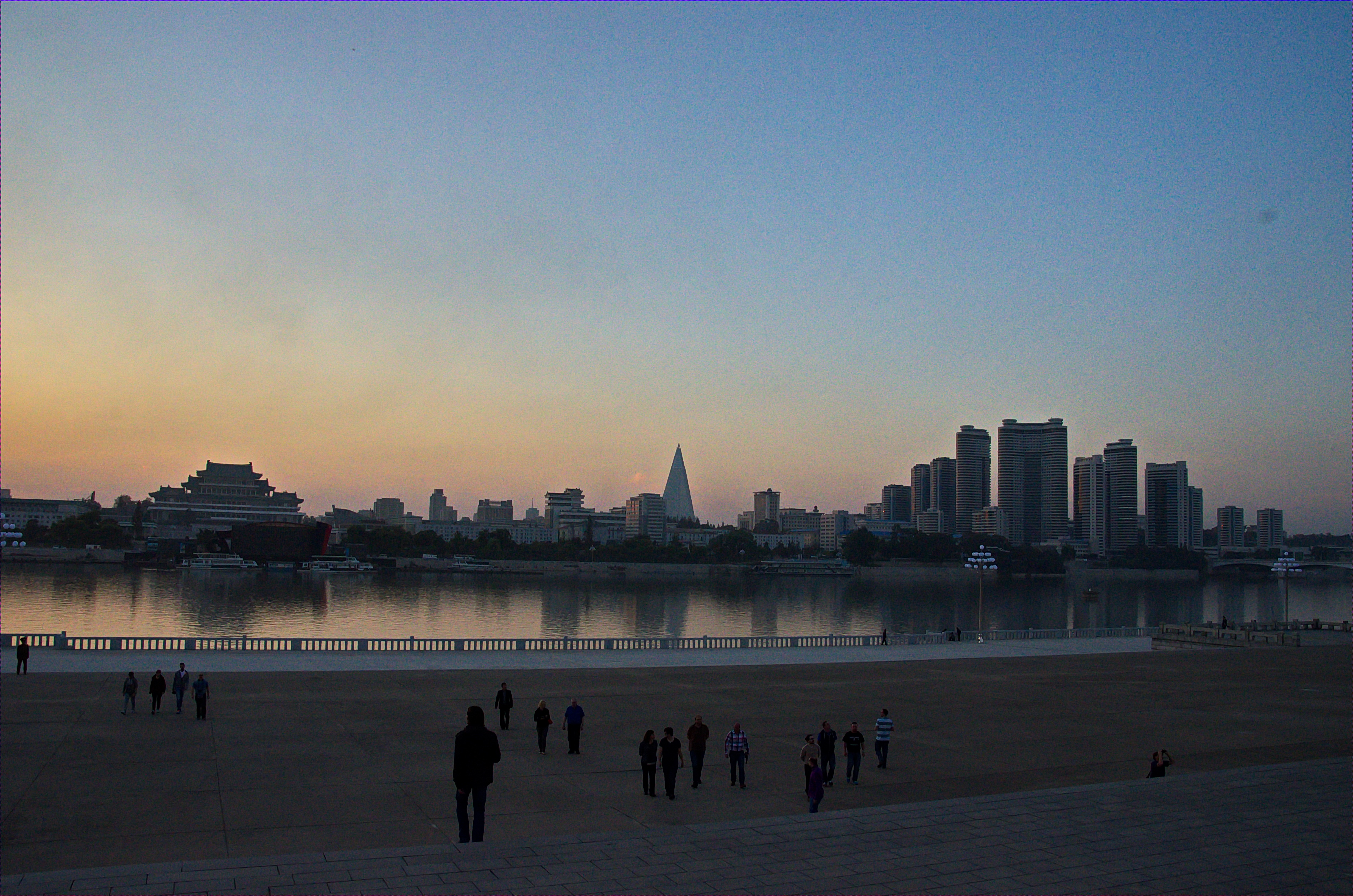
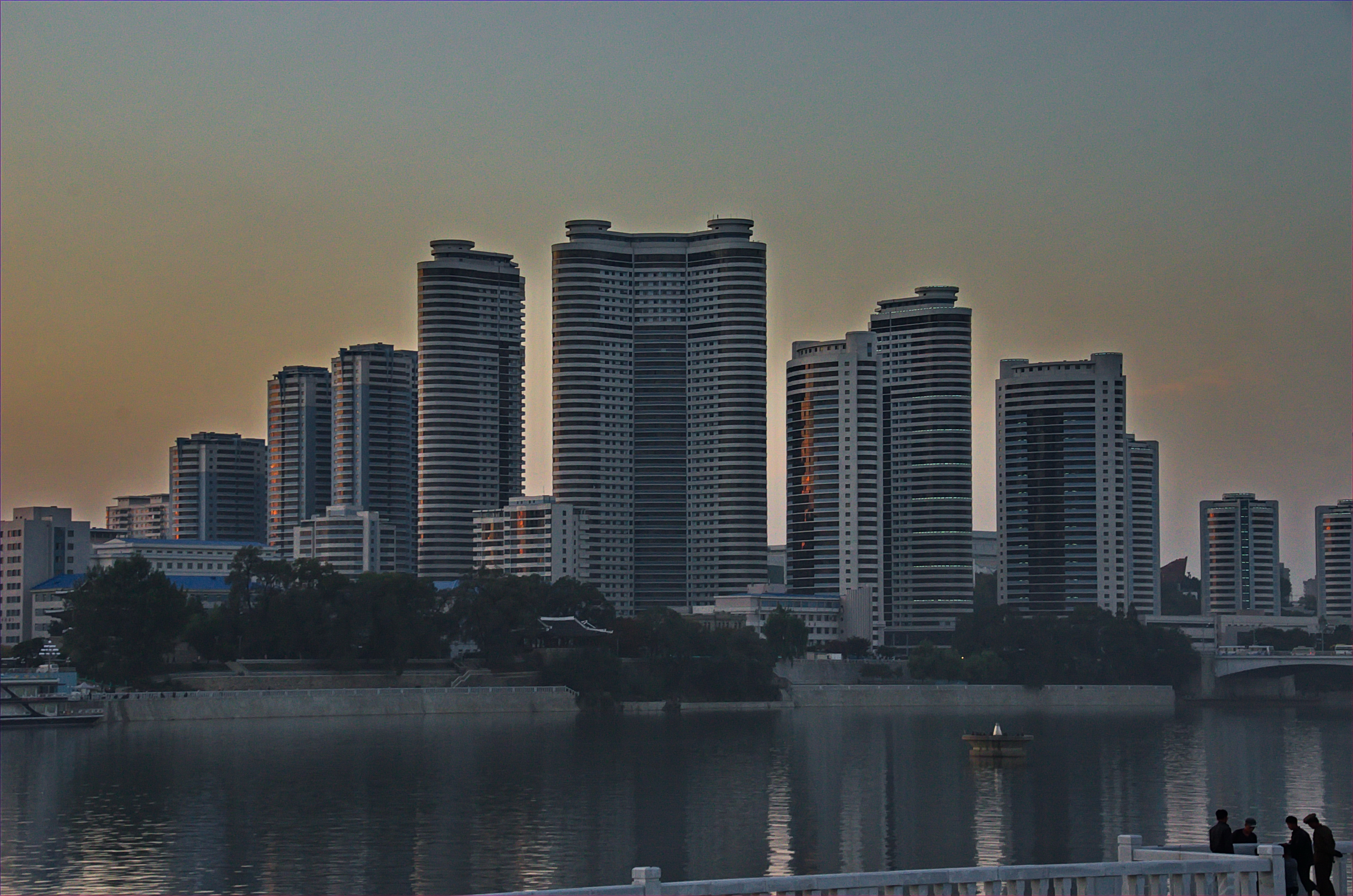
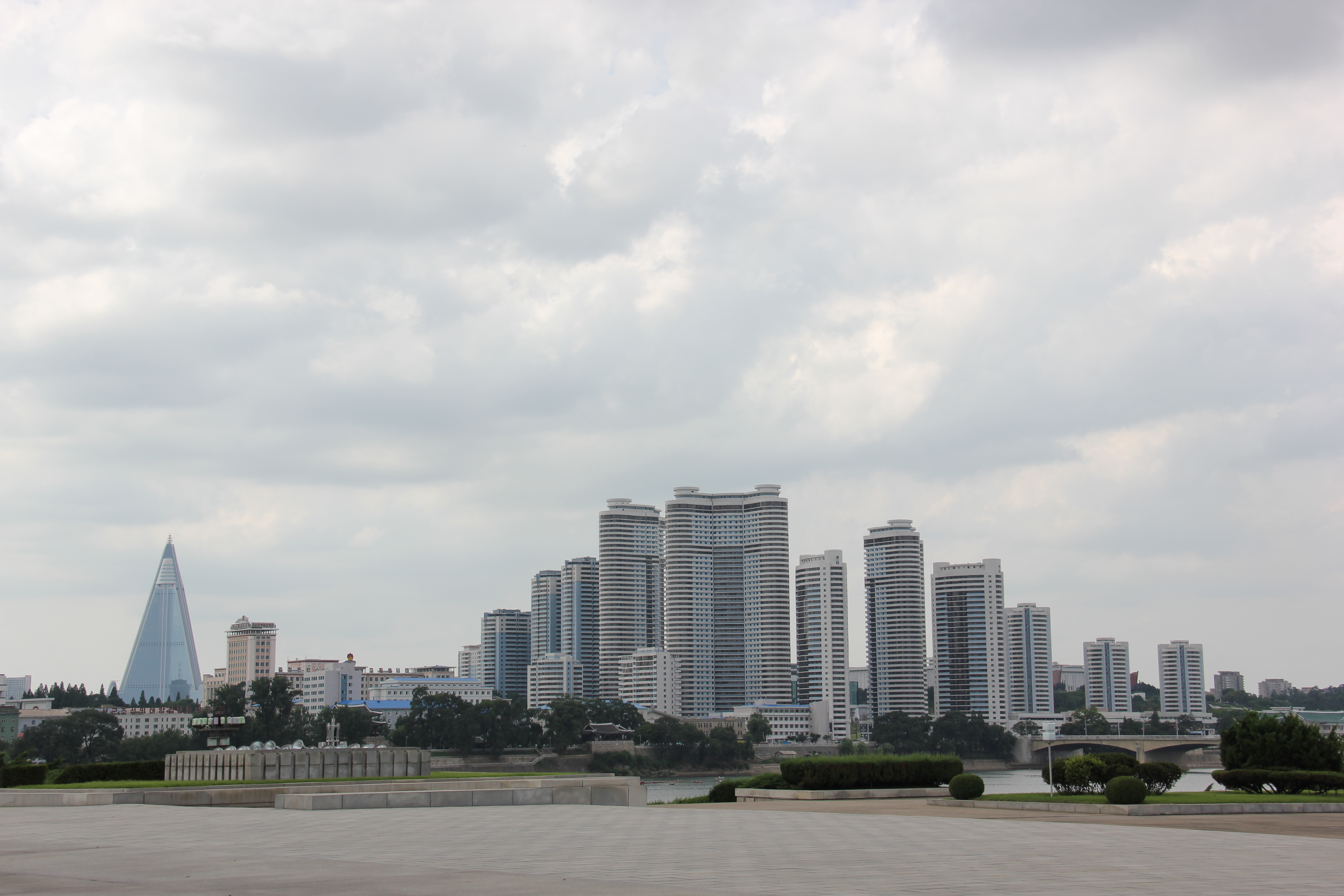
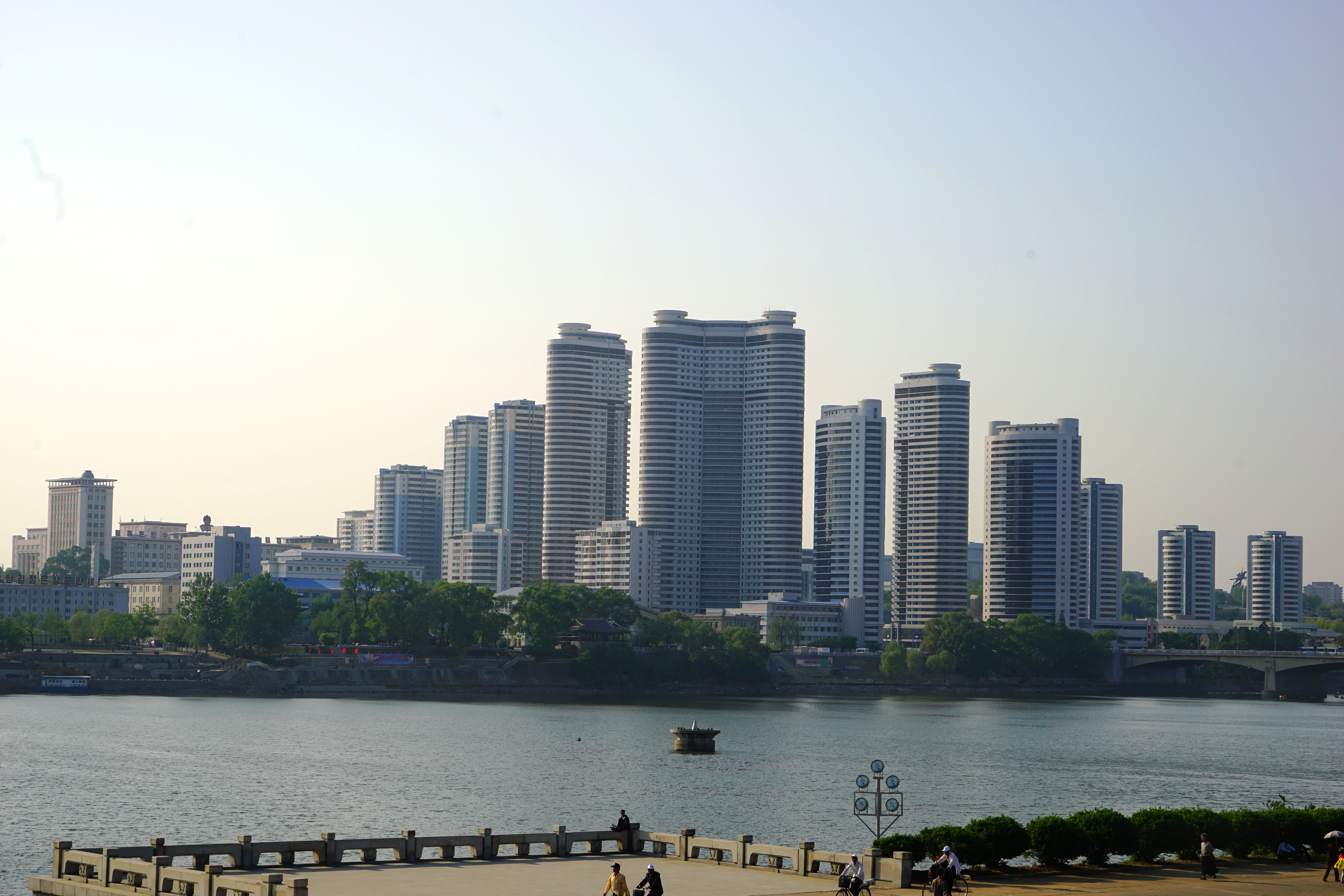
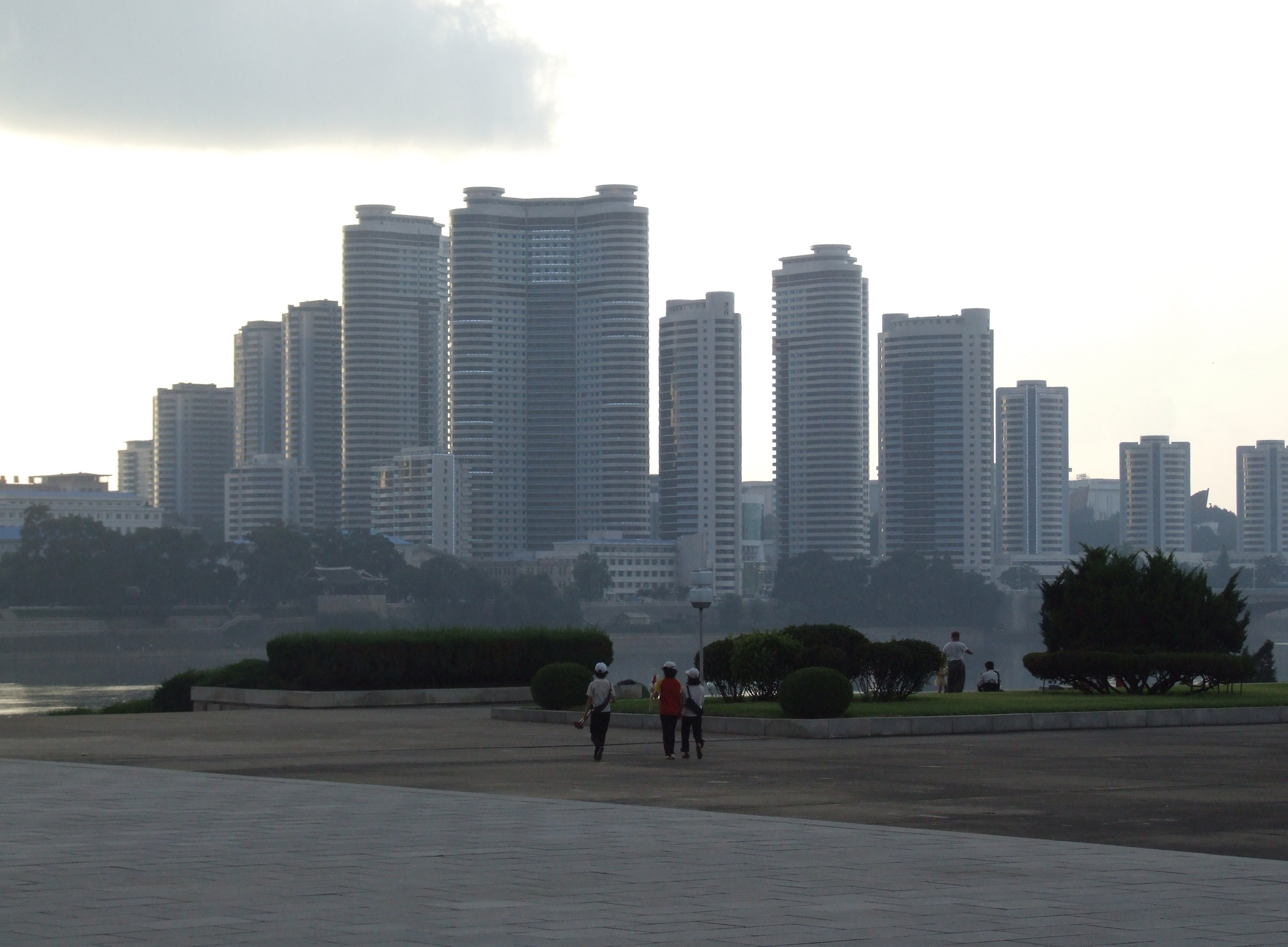
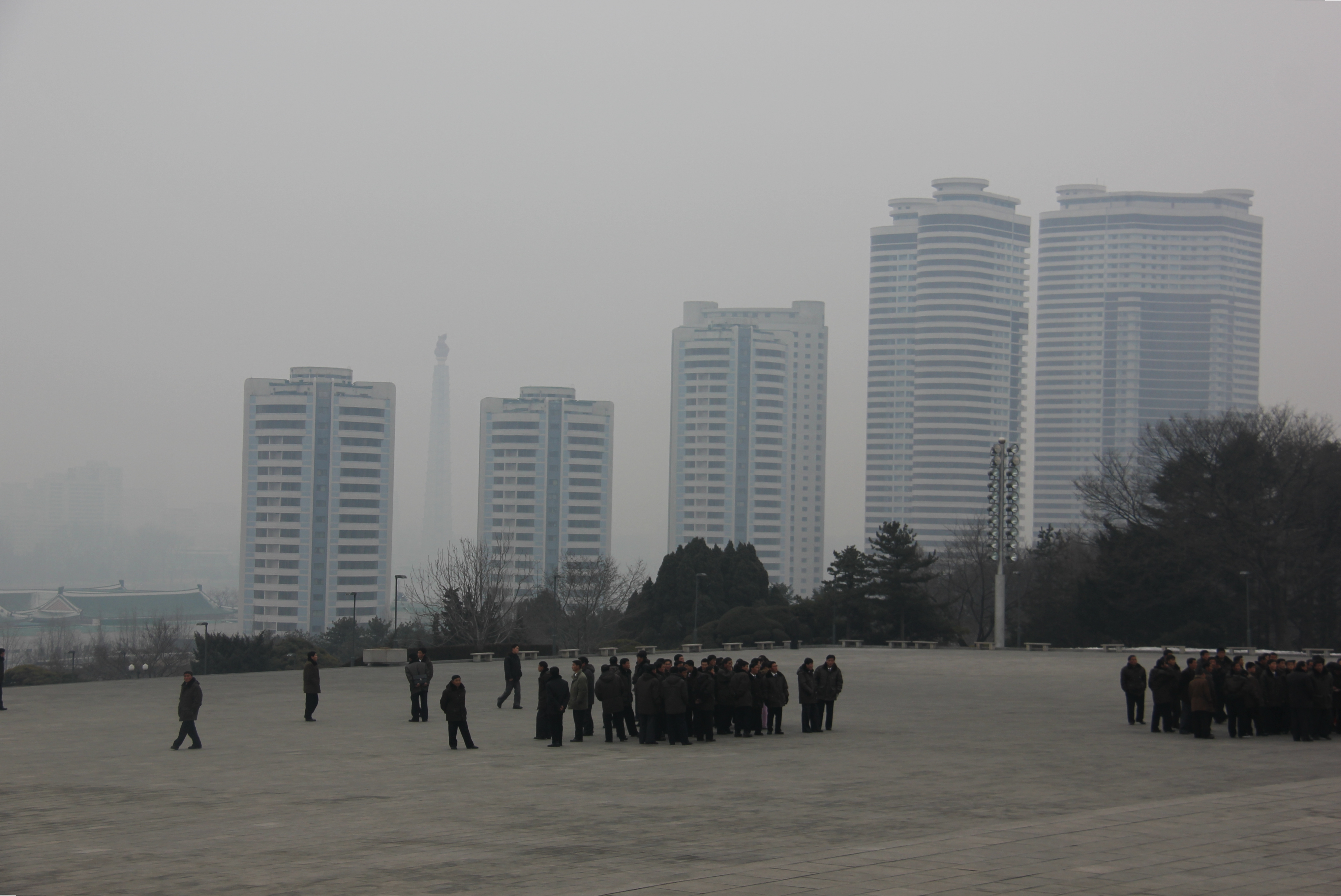
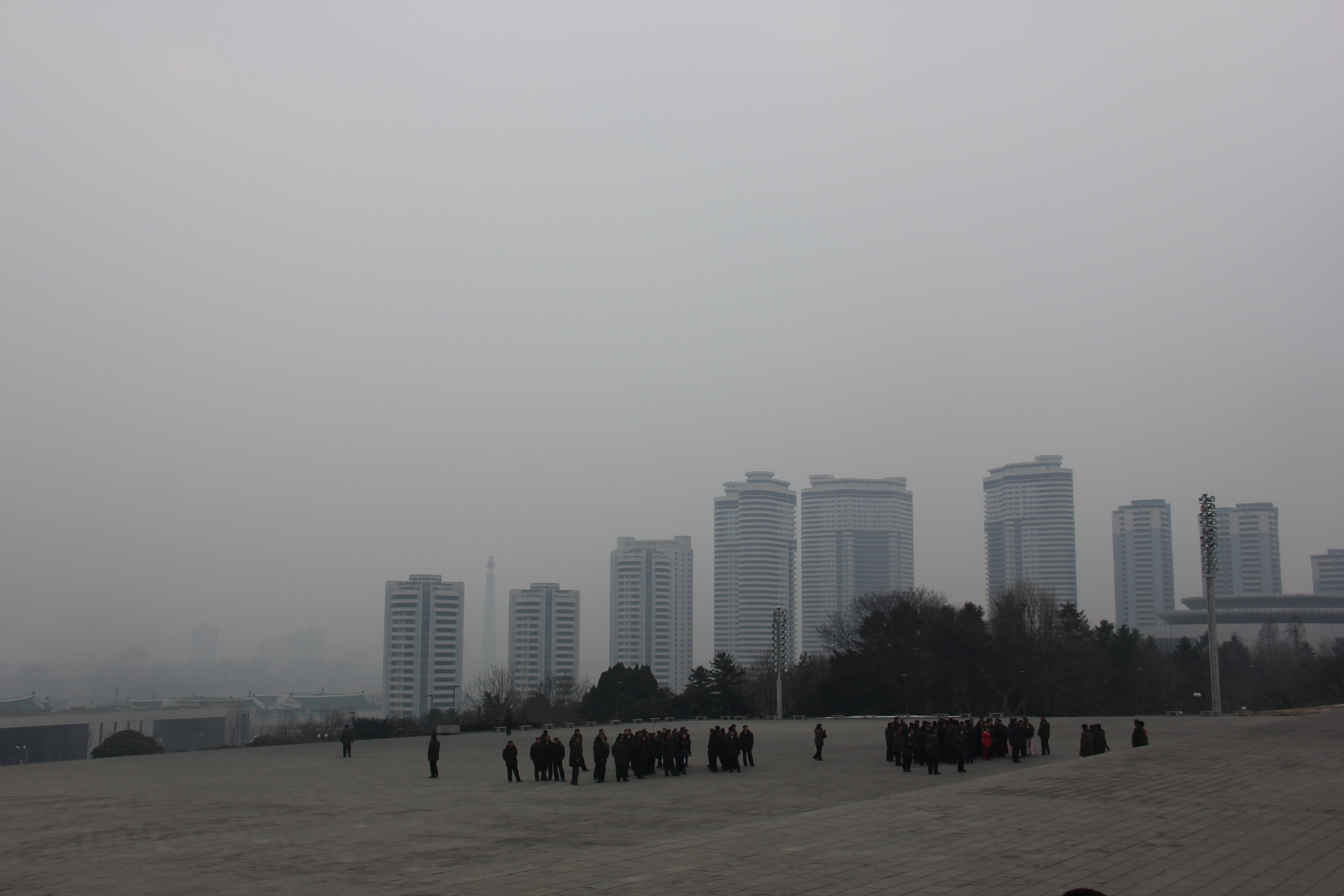
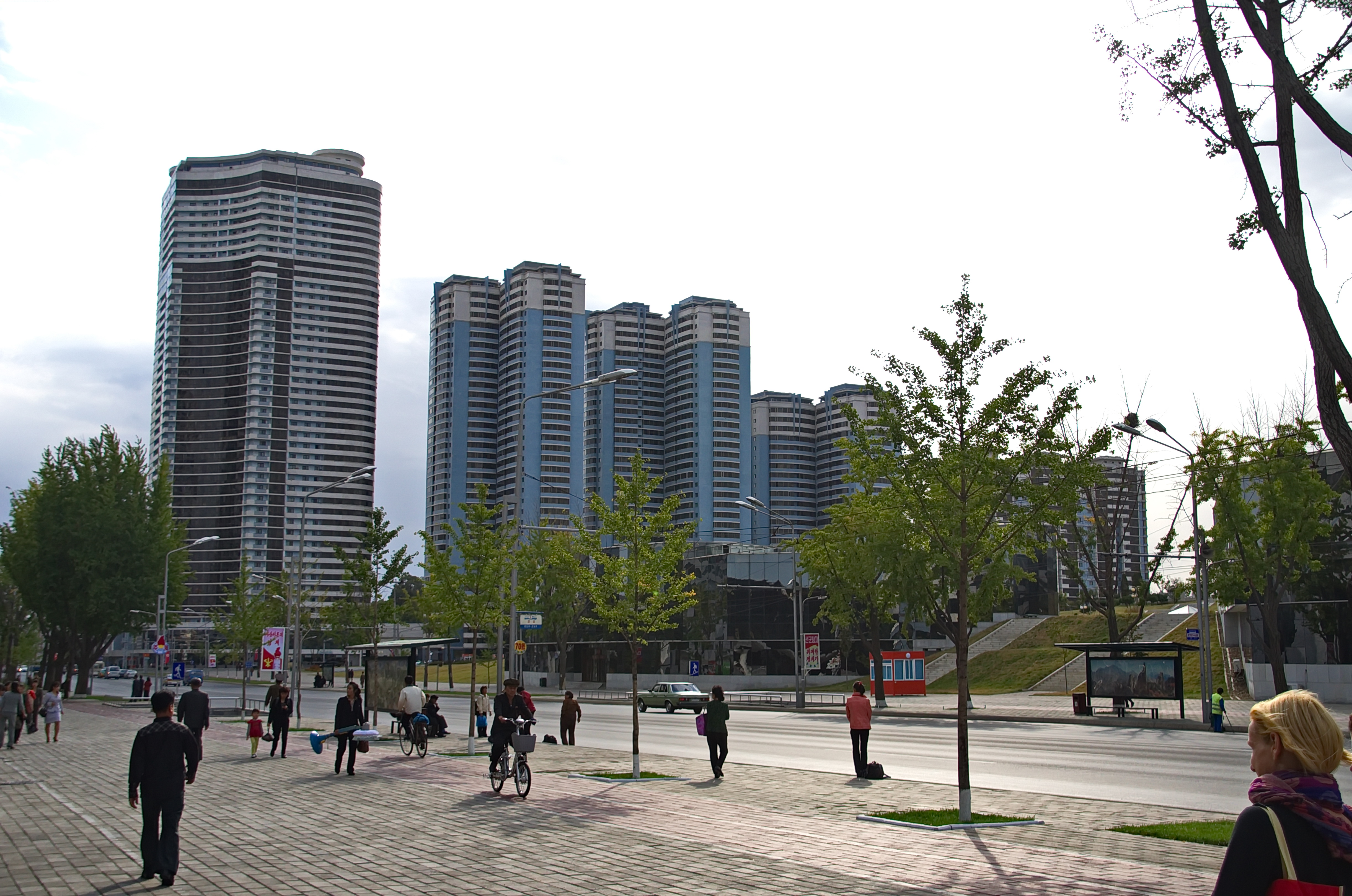
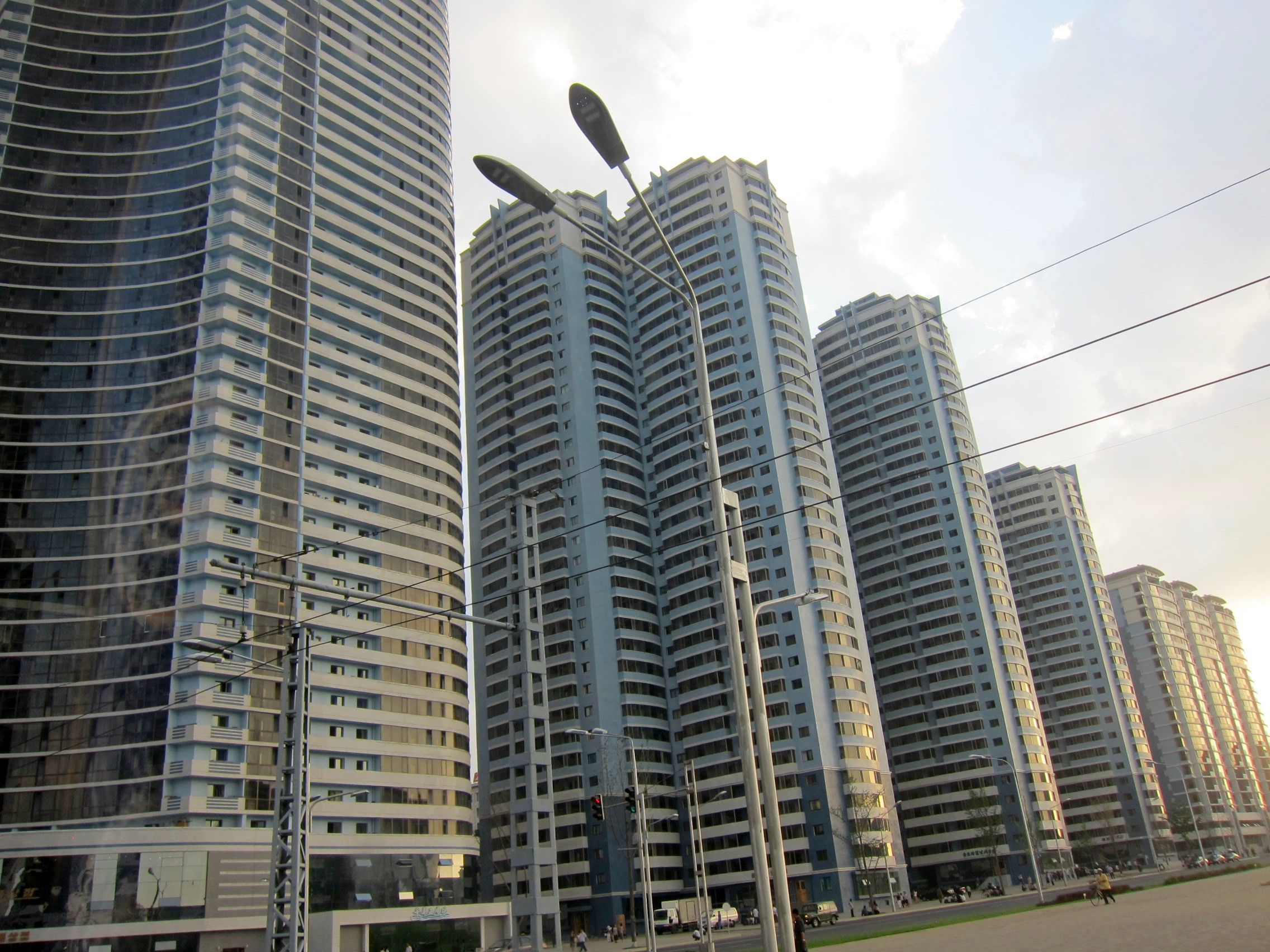
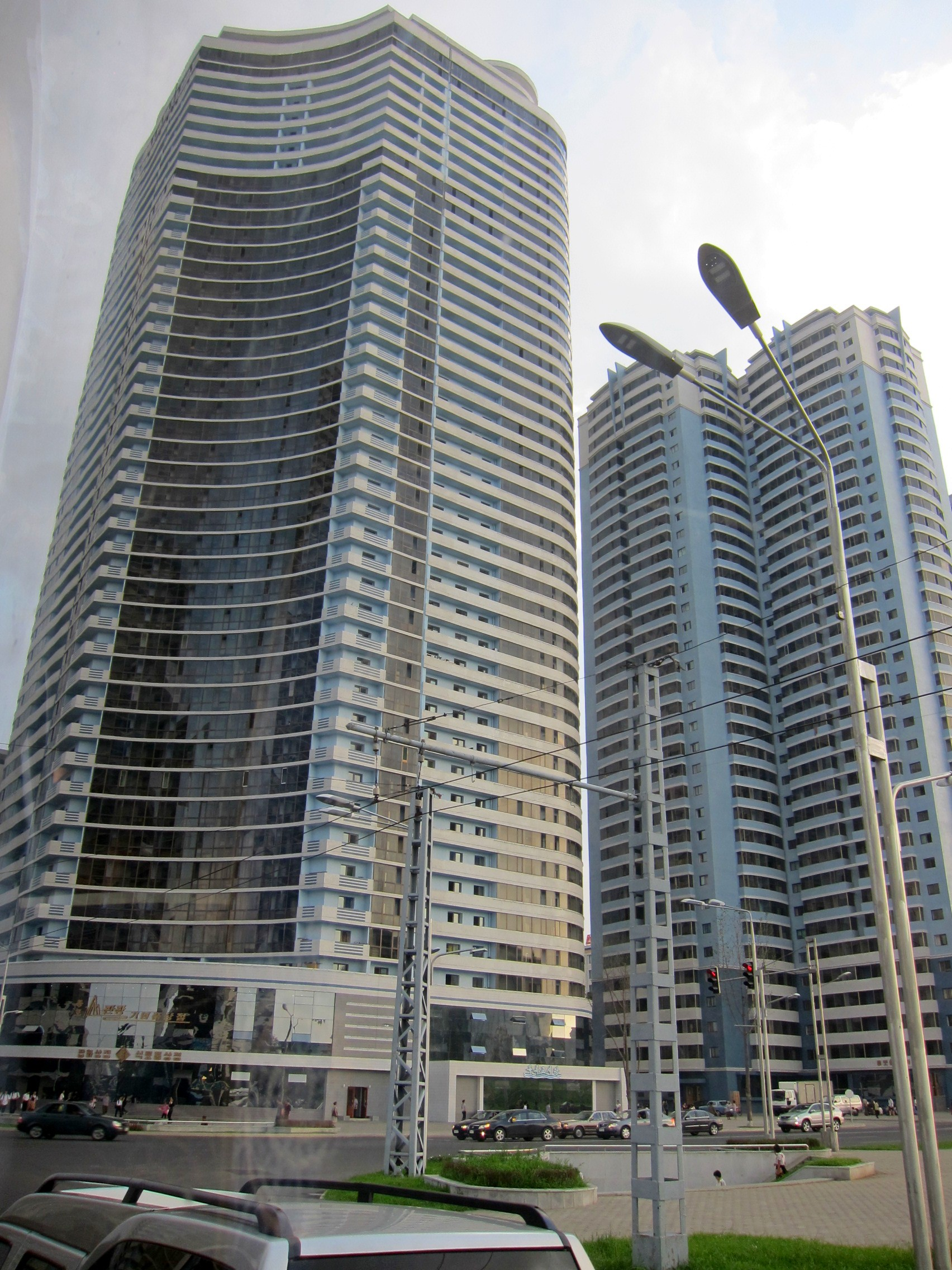
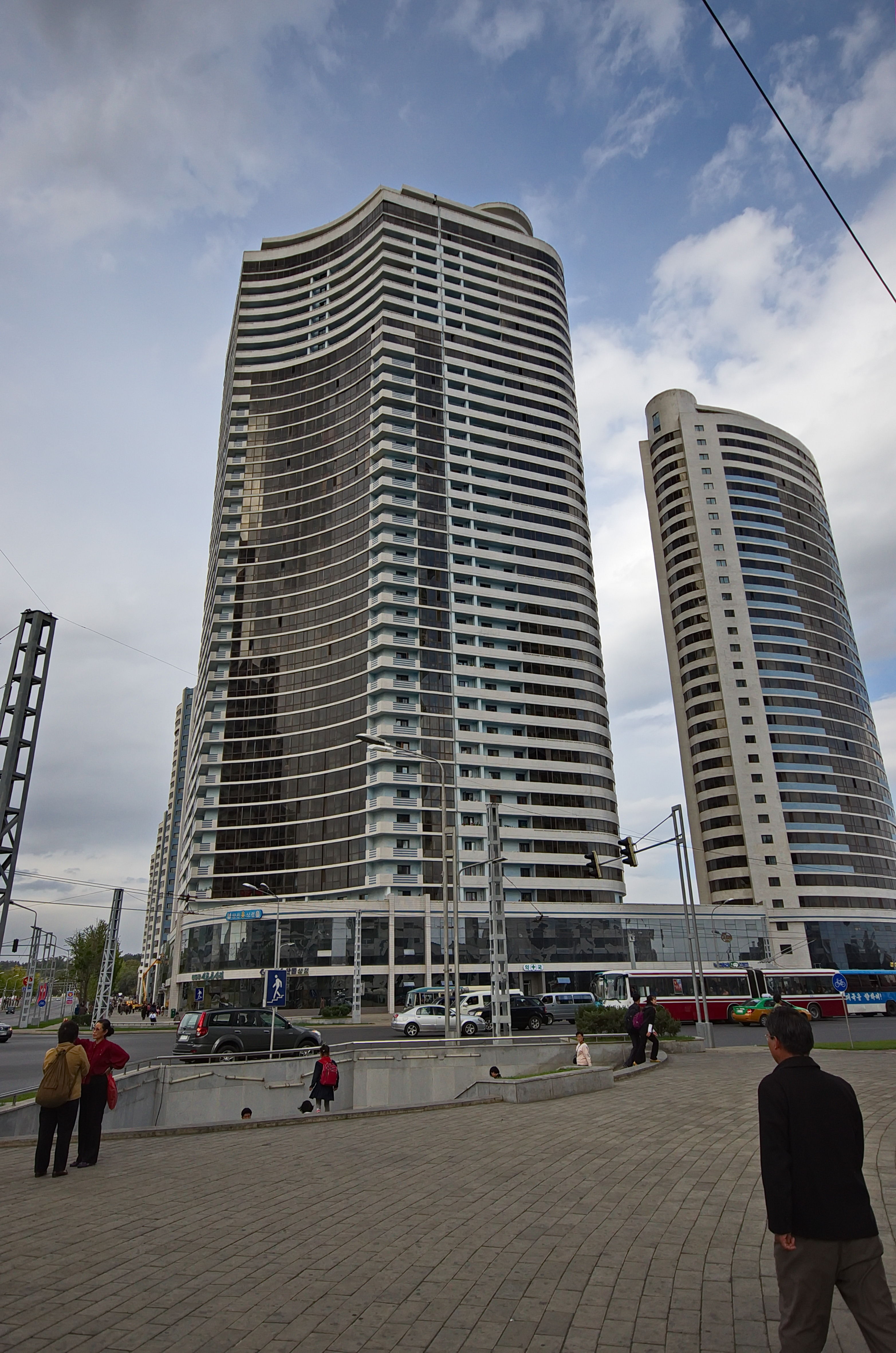
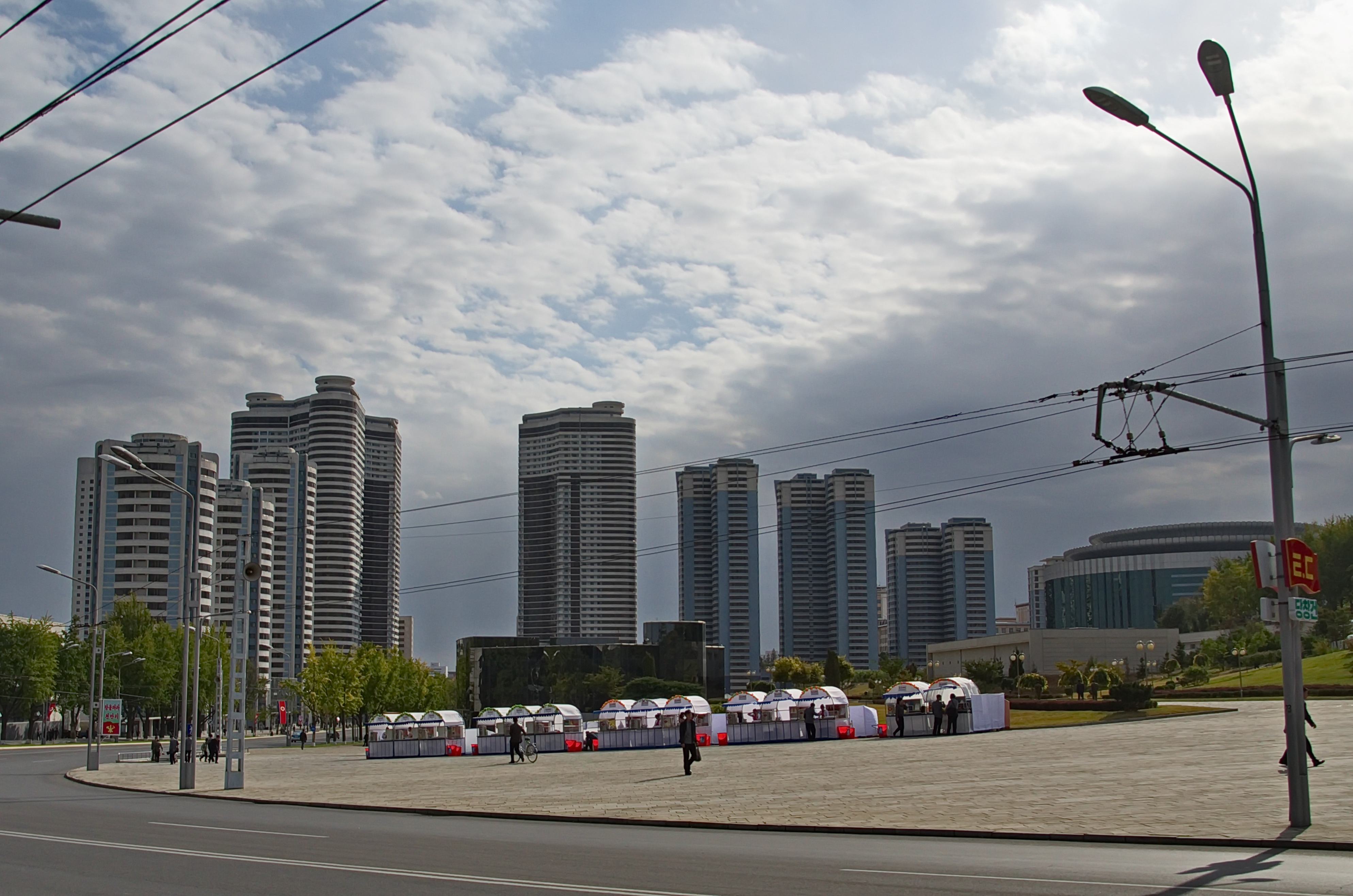
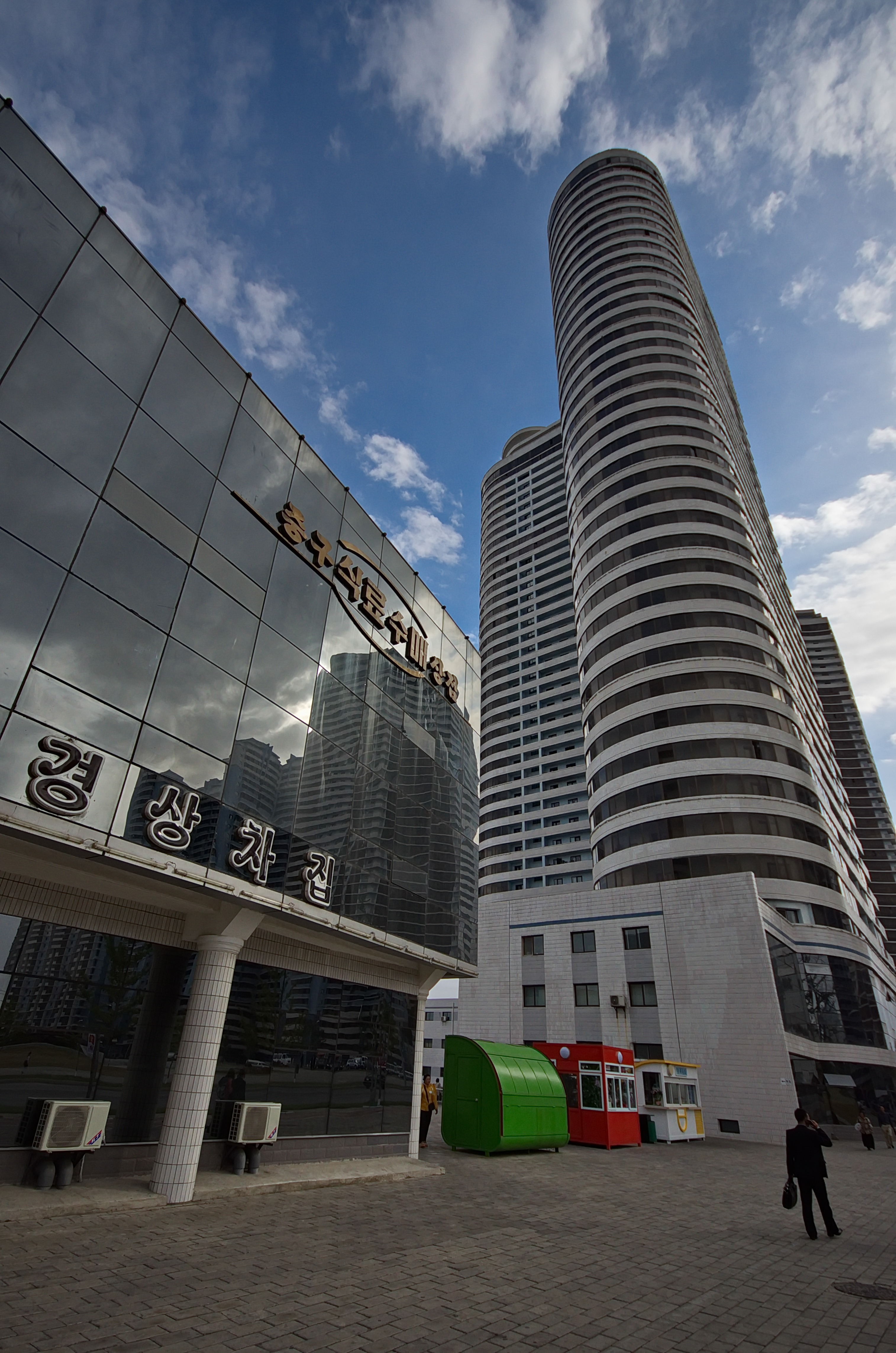
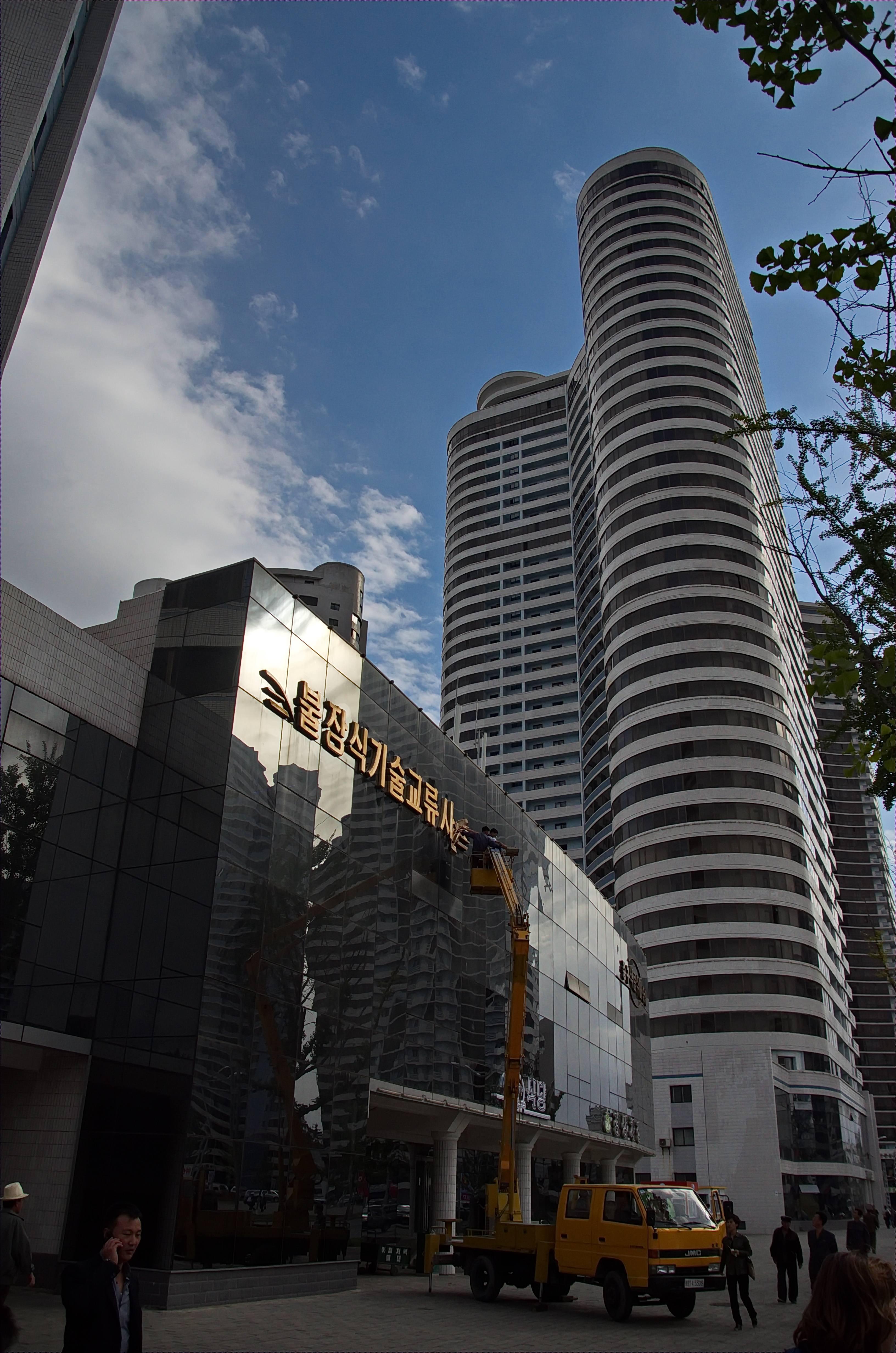
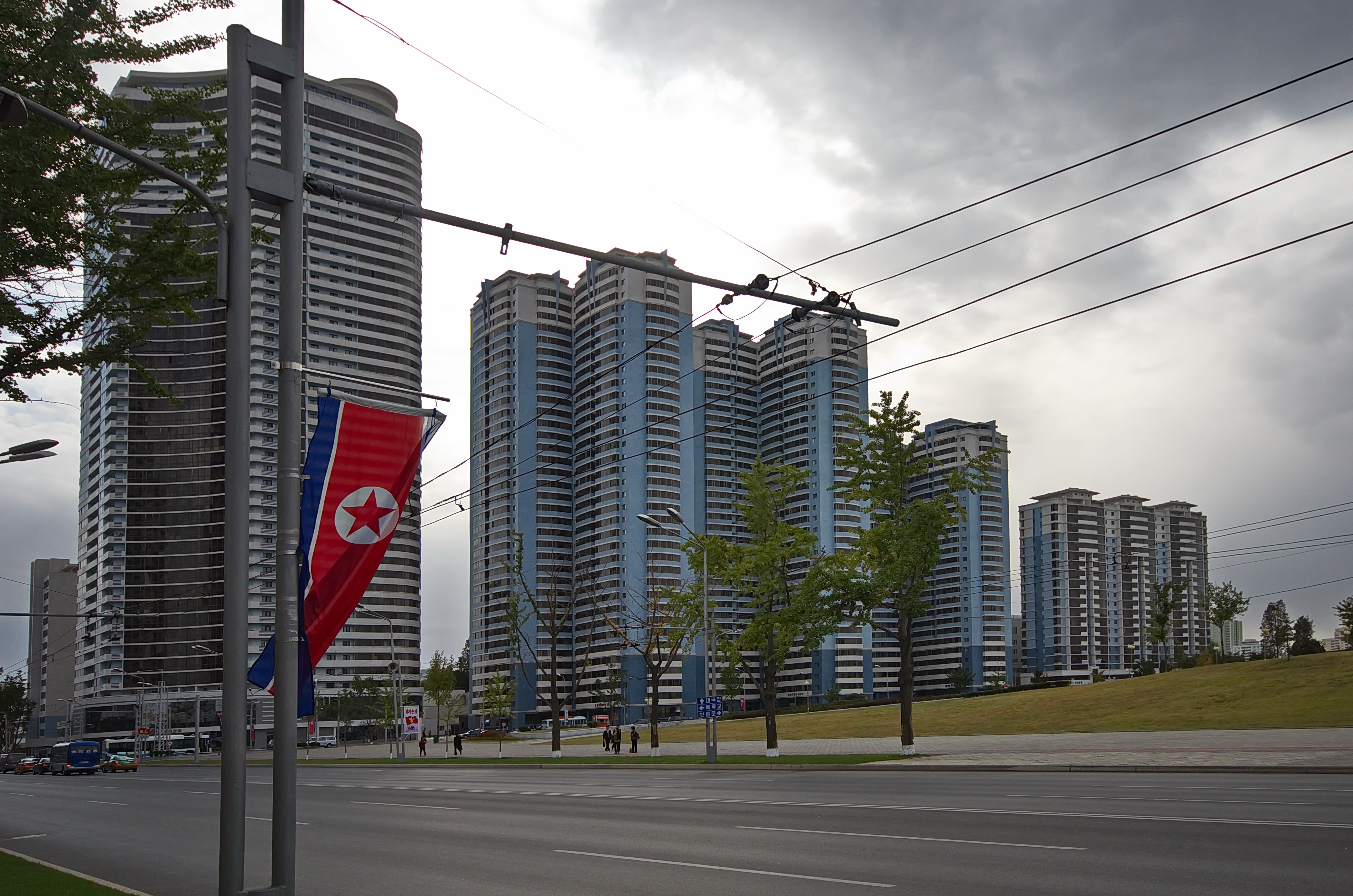
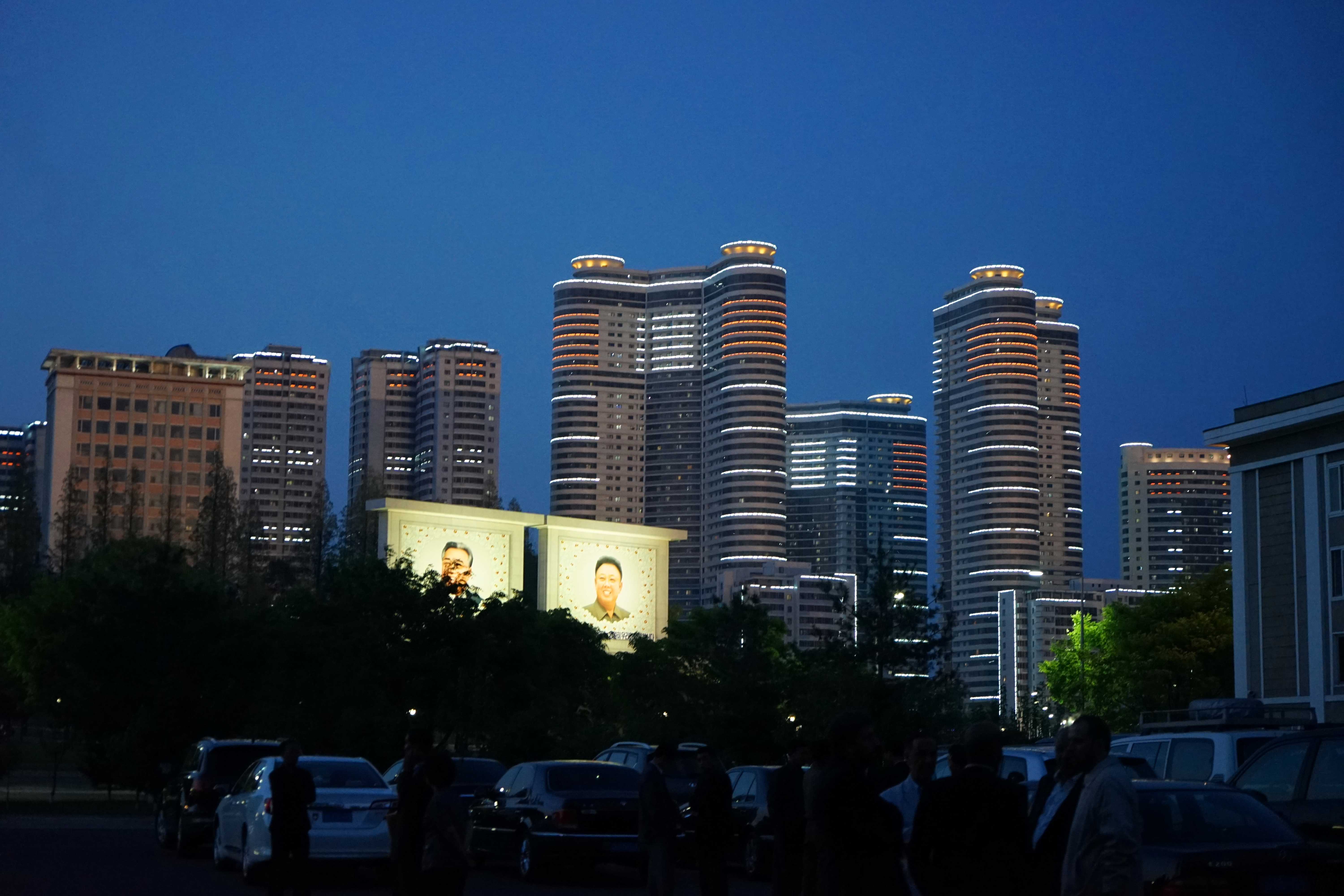
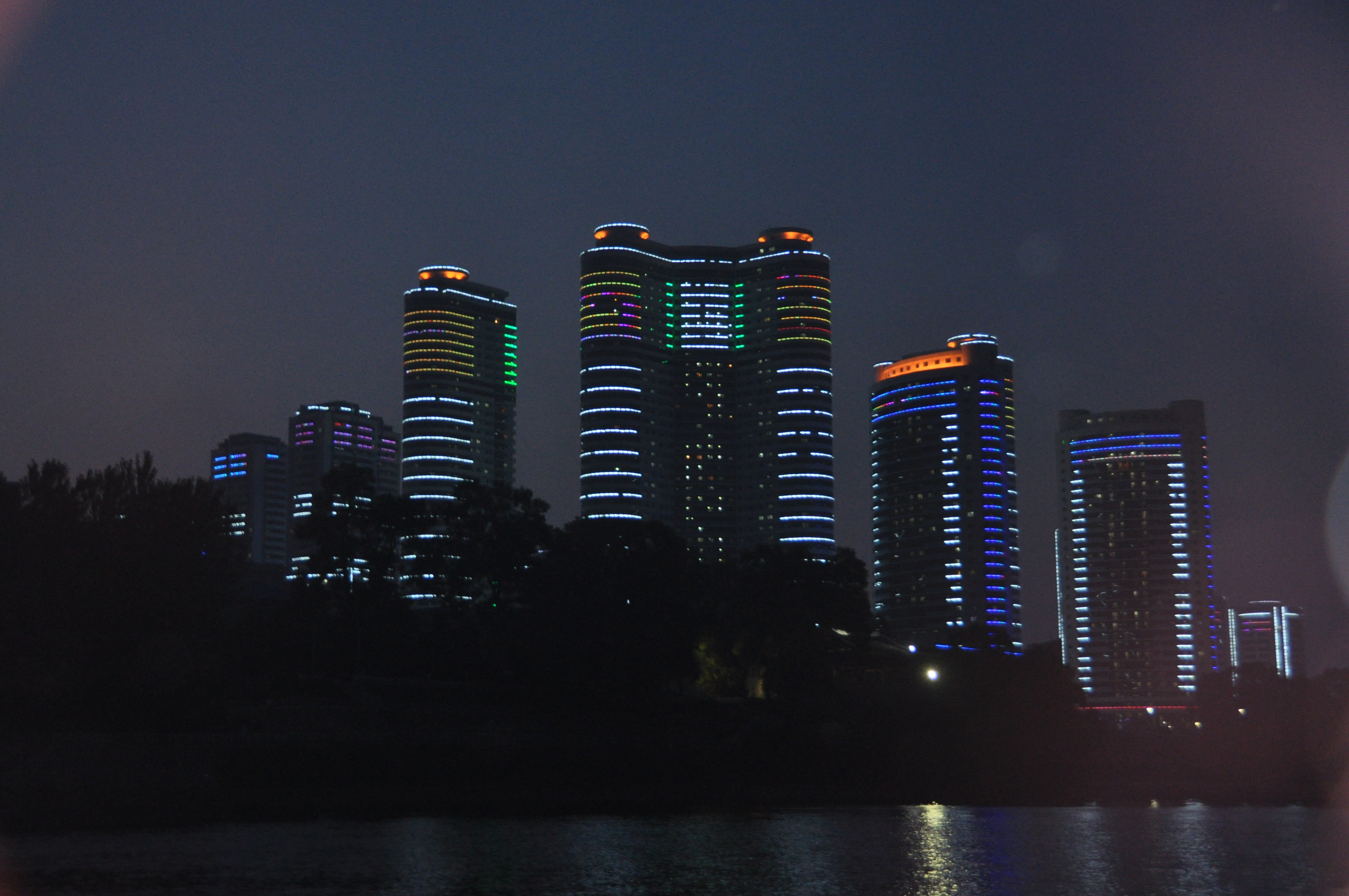
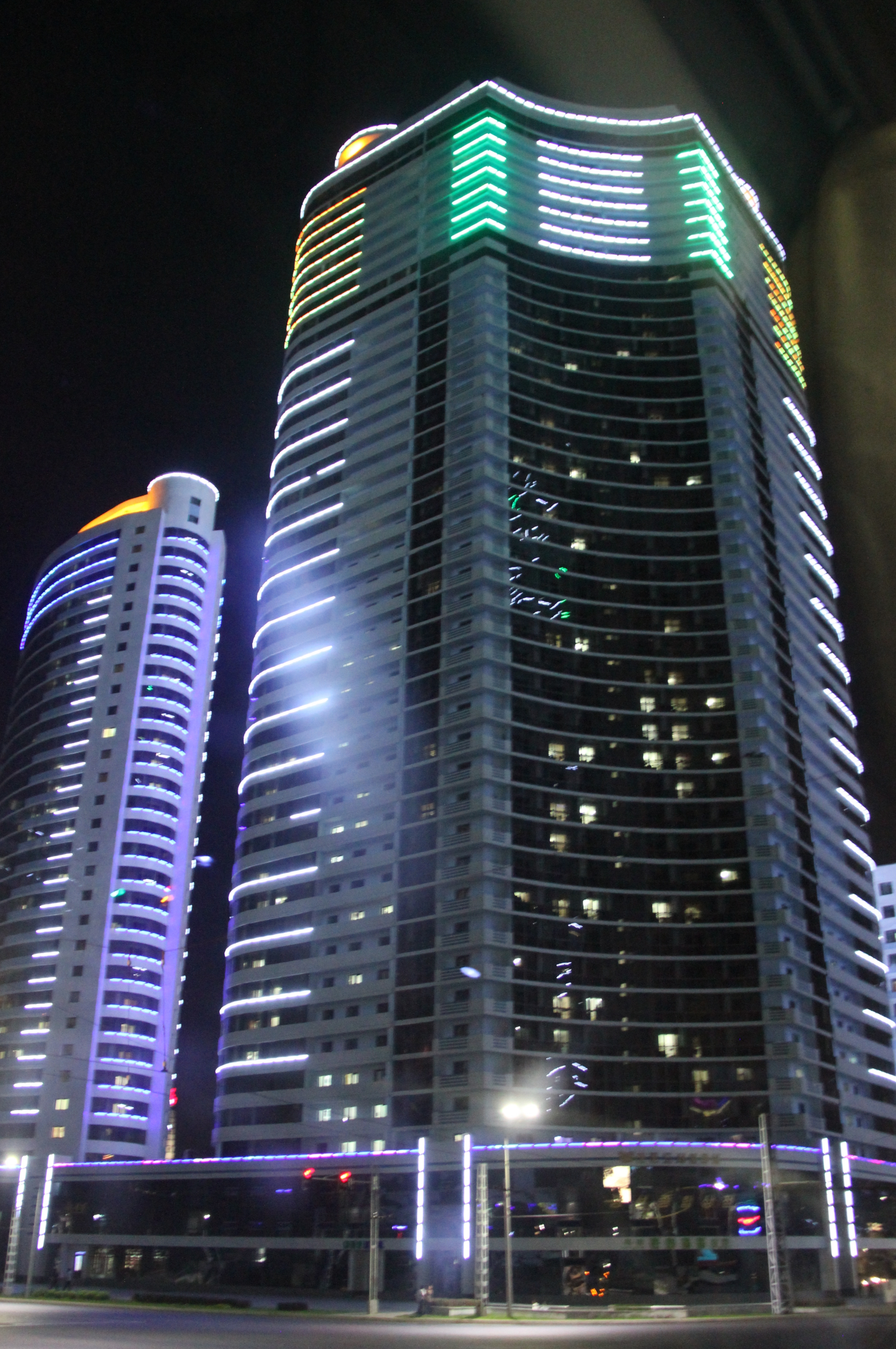
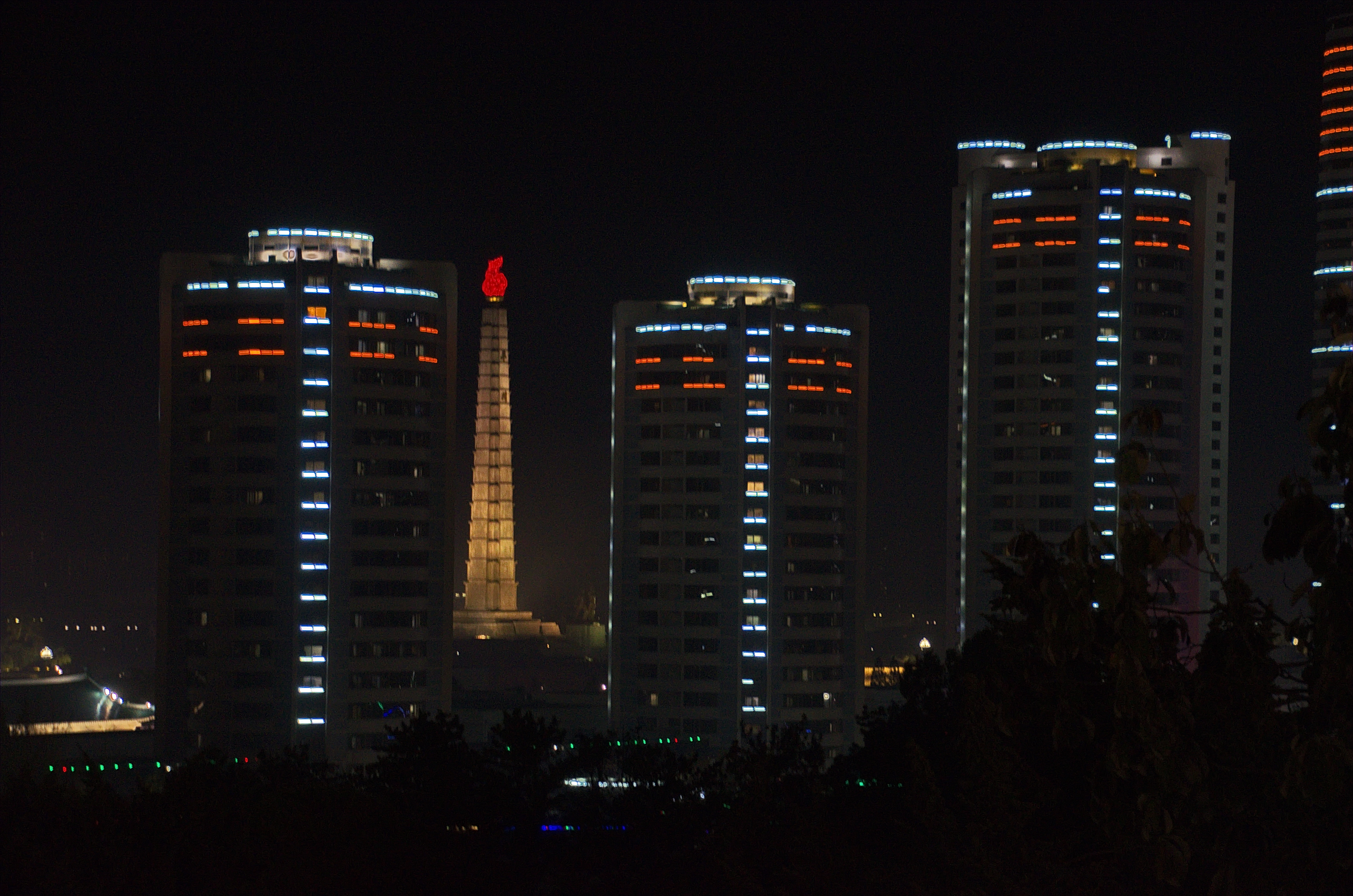
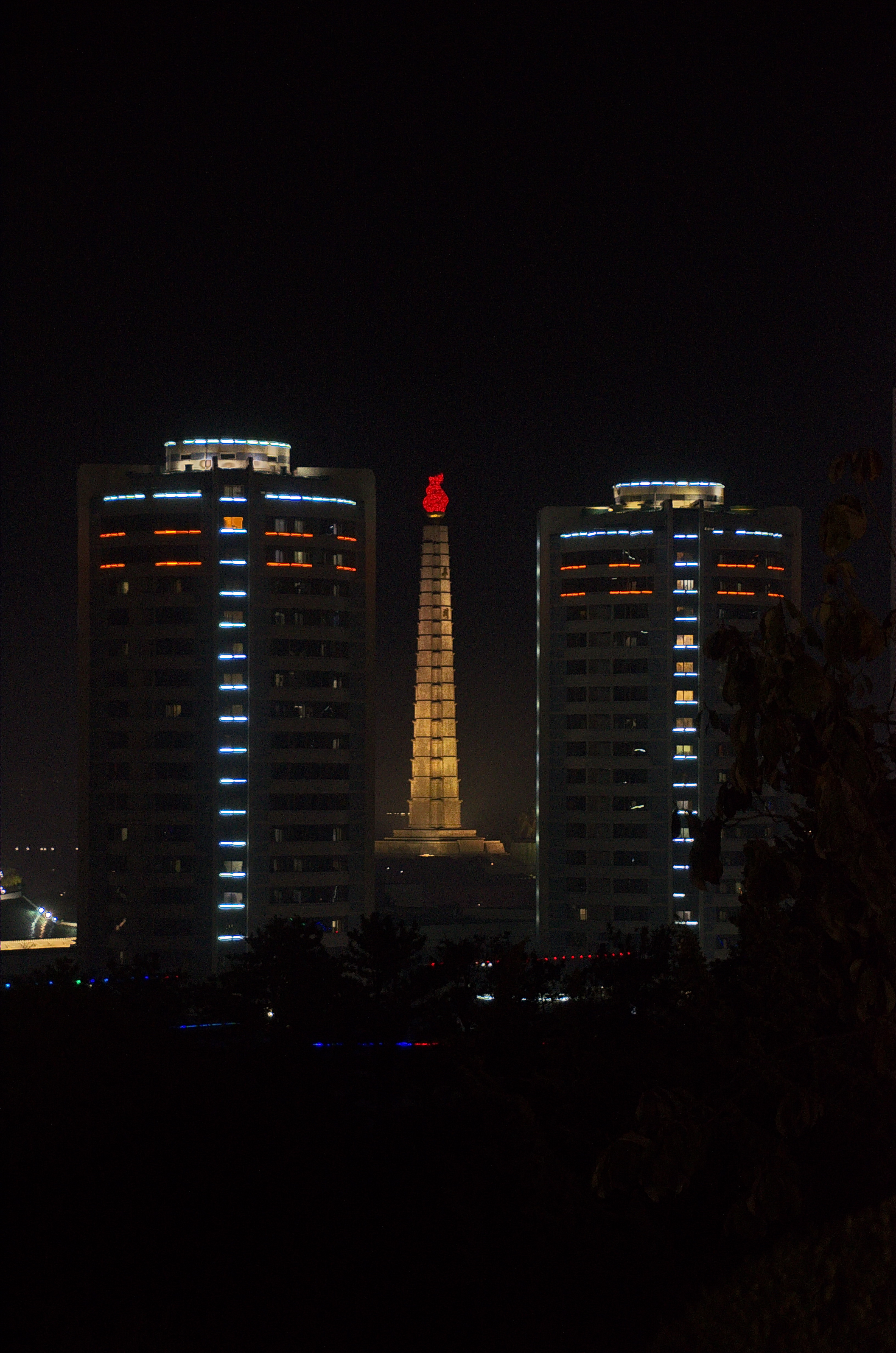
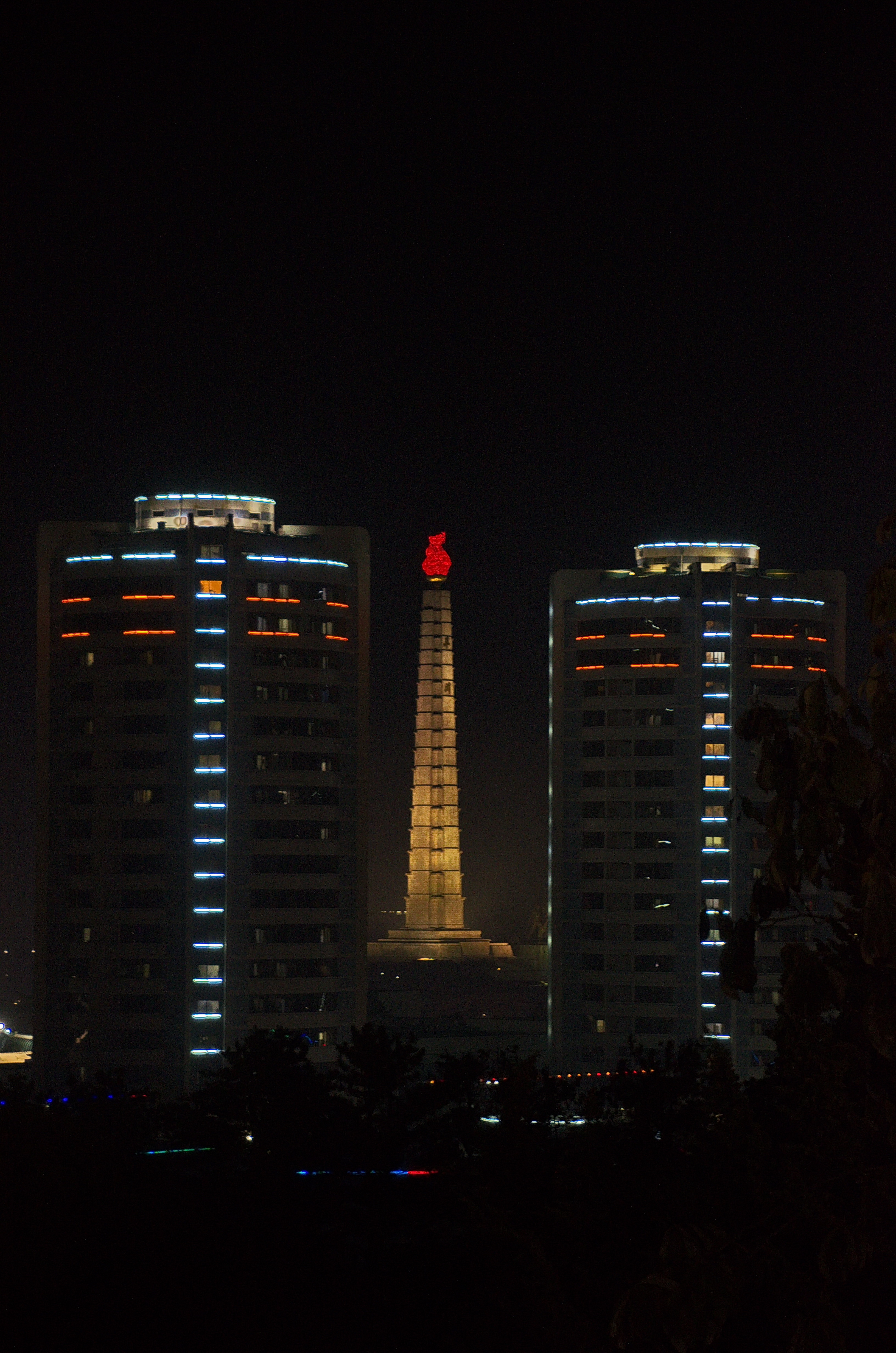
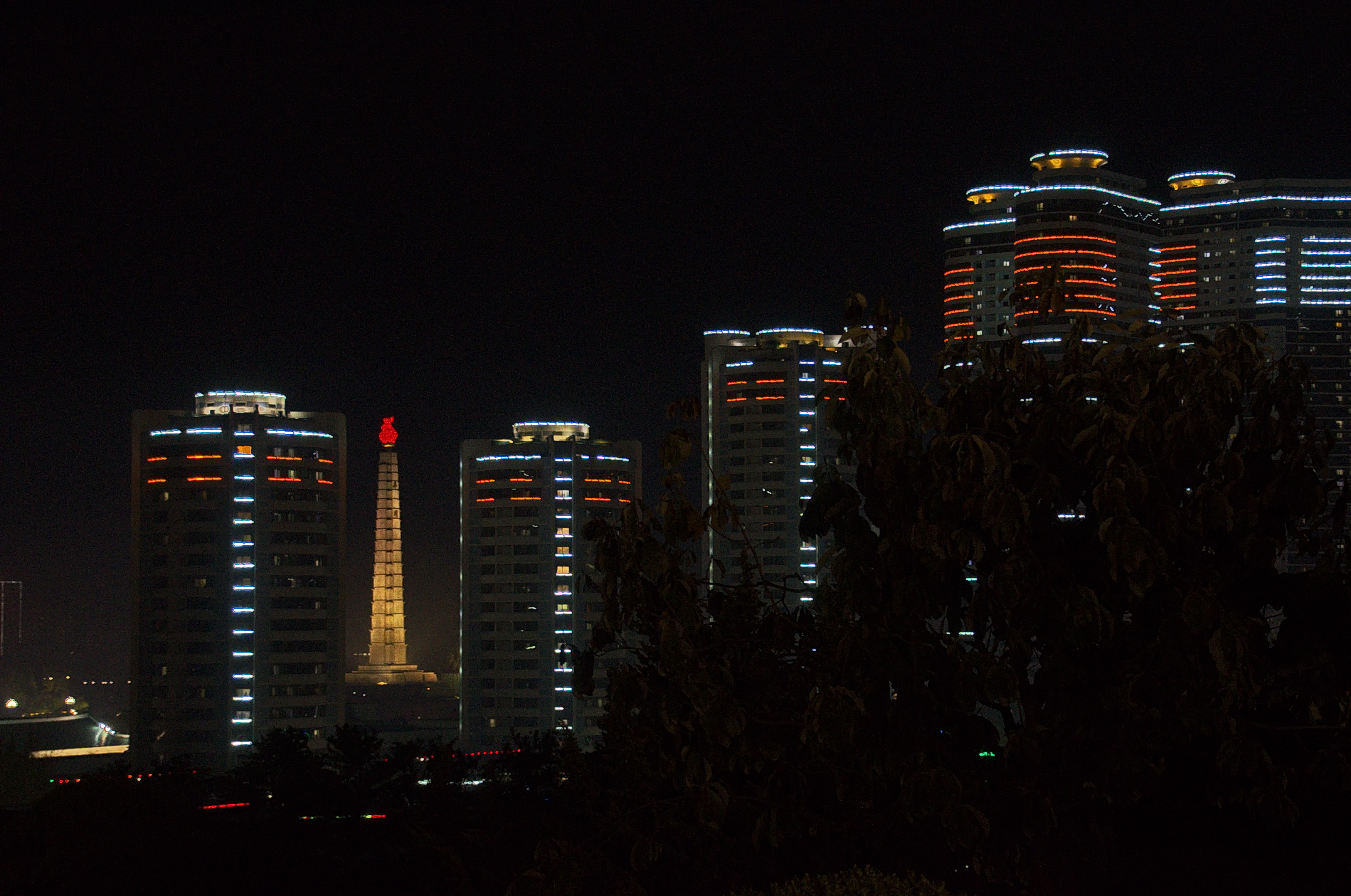

## 建築
| 建築 | 樓層 | 高度    |
| ---- | ---- | ------- |
| 1    | 45樓 | 155公尺 |
| 2    | 45樓 | 155公尺 |
| 3    | 40樓 | 137公尺 |
| 4    | 30樓 | 103公尺 |
| 5    | 30樓 | 103公尺 |
| 6    | 32樓 | 110公尺 |
| 7    | 32樓 | 110公尺 |